# Internationale Vereinigung der Immunologie Gesellschaften
Die Internationale Vereinigung der Immunologie Gesellschaften (IUIS), Mitglied des Internationalen Wissenschaftsrats (ISC), ist der internationale Dachverband nationaler Immunologiegesellschaften in 83 Staaten und vier integralen territorialen Unterorganisationen. Dazu zählen die European Federation of Immunological Societies (EFIS), Federation of African Immunological Societies (FAIS), Federation of Immunological Societies of Asia-Oceania (FIMSA) und die Latin American Association of Immunology (ALAI).
Bei einem internationalen Immunologiekongress am 5. Mai 1969 in Brügge (Belgien) gründeten die Vertreter von 10 nationalen Immunologiegesellschaften die IUIS und so gilt dies auch als Gründungsort und -datum der Union. Die nationalen Gründungsgesellschaften waren die American Association of Immunologists, die British Society for Immunology, die Canadian Society for Immunology, die Dutch Society for Immunology, die deutsche Gesellschaft für Immunologie, die israelische Immunological Society, die Polish Society of Immunology, die Scandinavian Society for Immunology, die Société Française d’immunologie und die Yugoslav Immunological Society. Die auf dieser Tagung ebenfalls anwesenden Vertreter aus Australien (Australian Society for Immunology) und der Schweiz (Society of Allergy and Immunology) verfügten nicht über die Vollmacht ihrer Organisationen sich ebenfalls als offizielle Gründungsmitglieder zu beteiligen, unterstützten aber das Projekt ohne Vorbehalt. Später wurden sie mit Beschluss des Konzils auch zu den Gründungsmitgliedern gezählt.

## Gliederung
Die Gesellschaft gliedert sich in elf Kommissionen mit definierten zugeordneten Aufgaben:
- Das Clinical Immunology Committee (CIC) forscht zur klinischen Immunologie und organisiert Schulungen zu Behandlungen bei Infektionskrankheiten, Immundefekten, Autoimmunität usw.
- Das Education Committee (EDU) ist darauf spezialisiert, in den Entwicklungsländern Kurse zu veranstalten.
- Das Gender Equality and Career Development Committee (GEC) setzt sich für die Interessen von Studentinnen und Frauen auf dem Sektor der Immunologie ein und fördert deren berufliche Karrieren.
- Das Inborn Errors of Immunity Committee (IEI) besteht aus Experten für alle Aspekte der primären Immunschwäche
- Das Immunotherapy Committee (ITH) entwickelt klinische Anwendungen zur Behandlung bei Krebs und Infektionskrankheiten mit einem besonderen Augenmerk in den Entwicklungsländern.
- Das Nomenclature Committee (NOM)  ihre Mission ist es, eine universelle und konsistente Nomenklatur für Moleküle und Zellen des Immunsystems zu etablieren.
- Das Publications Committee (PUB) verfolgt vier Hauptziele, darunter die Förderung der IUIS-Kommunikation und die Unterstützung von Veröffentlichungen im Zusammenhang mit IUIS-Sitzungen.
- Zu den Zielen des Quality Assessment and Standardization Committee (QAS) gehört es Übersichtsartikel für das IUIS-Journal beizusteuern unter Beibehaltung eigener valider Erkenntnisse.
- Das Vaccine Committee (VAC)  behandelt alle Aspekte von Impfstoffen.
- Das Veterinary Immunology Committee (VIC) fördert und koordiniert die Interessen der internationalen Gemeinschaft für veterinärmedizinische Immunologie
- Das Executive Committee[4].

## Kongresse
Alle drei Jahre organisiert die IUIS mit einem der Mitglieder der nationalen Gesellschaften einen internationalen Kongress. Die ICI-Versammlung 2016 fand in Melbourne (Australien) statt. Die letzte 2019 in Peking (China). 2022 wird Kapstadt in Südafrika Gastgeber sein.

## Nachweise
1. ↑  Executive Committee. IUIS, archiviert vom Original (nicht mehr online verfügbar) am 12. August 2020; abgerufen am 24. April 2020 (englisch).  Info: Der Archivlink wurde automatisch eingesetzt und noch nicht geprüft. Bitte prüfe Original- und Archivlink gemäß Anleitung und entferne dann diesen Hinweis.
2. ↑  Regional Federations. IUIS, abgerufen am 17. April 2020 (englisch).
3. ↑  History. IUIS, abgerufen am 17. April 2020 (englisch).
4. ↑  Committees. IUIS, abgerufen am 17. April 2020 (englisch).
5. ↑  18th International Congress of Immunoöogy. IUIS, archiviert vom Original (nicht mehr online verfügbar) am 13. Januar 2021; abgerufen am 17. April 2020 (englisch).  Info: Der Archivlink wurde automatisch eingesetzt und noch nicht geprüft. Bitte prüfe Original- und Archivlink gemäß Anleitung und entferne dann diesen Hinweis.
6. ↑  History of the IUIS  Retrieved 05/11/2015.